# Classe Florida
La classe Florida est une classe de cuirassés de la Marine des États-Unis qui comprend deux navires: l'USS Florida (BB-30) et l'USS Utah (BB-31). Lancés respectivement en 1910 et 1909, et mis en service en 1911, ils sont légèrement plus grands que les navires de la classe précédente Delaware, par ailleurs très similaire. C’est la première classe de cuirassés américains dont tous les navires sont équipés de turbines à vapeur. Dans la précédente classe Delaware, le North Dakota est équipé de turbines à vapeur à titre expérimental, le Delaware a lui, conservé des moteurs à triple expansions.
Les deux navires participent à la deuxième bataille de Vera Cruz en 1914, en déployant leurs contingents de marines dans le cadre de l'opération. Après l'entrée des États-Unis dans la Première Guerre mondiale en 1917, les deux navires sont déployés en Europe. Le Florida est affecté à la « Grand Fleet » britannique et basé à Scapa Flow ; en décembre 1918, il escorte le président Woodrow Wilson en France pour les négociations de paix. L'Utah est affecté à l'escorte des convois ; il est basé en Irlande et a pour mission de protéger les convois à l'approche du continent européen. 
Conservés en vertu du traité naval de Washington de 1922, les deux navires sont modernisés de manière significative, avec l'installation d'un bulbe anti-torpilles et de chaudières à mazout et d'autres améliorations, mais ils sont démilitarisés en vertu du traité naval de Londres de 1930. Le Florida  est mise à la ferraille, l'Utah est converti d'abord en navire cible radiocommandé, puis en navire d'entraînement au tir antiaérien. Il sert dans cette fonction jusqu'à ce qu'il soit coulé par les Japonais lors de l'attaque de Pearl Harbor le 7 décembre 1941. Sa coque, jamais remontée, demeure au fond du port en tant que mémorial de guerre. 

## Unités de la classe
| Nom         | Numéro | Image | Chantier                          | Quille       | Lancement        | Mise en service   | Destin                      |
| ----------- | ------ | ----- | --------------------------------- | ------------ | ---------------- | ----------------- | --------------------------- |
| USS Florida | BB-30  |       | New York Navy Yard                | 9 mars 1909  | 12 mai 1910      | 15 septembre 1911 | Désarmé le 16 février 1931  |
| USS Utah    | BB-31  |       | New York Shipbuilding Corporation | 15 mars 1909 | 23 décembre 1909 | 31 août 1911      | Désarmé le 5 septembre 1944 |